# Philosepedon
Philosepedon is een muggengeslacht uit de familie van de motmuggen (Psychodidae).

## Soorten
- P. austriacus Vaillant, 1974
- P. balkanicus Krek, 1970
- P. carpaticus Vaillant, 1974
- P. hrudkai Ježek, 1998
- P. humeralis (Meigen, 1818)
- P. ibericus Vaillant, 1974
- P. interdicta (Dyar, 1928)
- P. kalenhus Vaillant, 1974
- P. kowarzi Ježek, 1995
- P. mayeri (Satchell, 1955)
- P. nickerli Ježek, 1995
- P. opposita (Banks, 1901)
- P. perdecorum Omelková & Ježek, 2012
- P. pragensis Ježek, 1995
- P. provincialis Vaillant, 1974
- P. pyrenaicus Vaillant, 1974
- P. quatei (Vaillant, 1973)
- P. sandalioticus Salamanna, 1982
- P. scutigerus Vaillant, 1963
- P. soljani Krek, 1971
- P. tesca (Quate, 1955)